# Bras
Bras je priimek v Sloveniji, ki ga je po podatkih Statističnega urada Republike Slovenije na dan 1. januarja 2010 uporabljalo 20 oseb in je med vsemi priimki po pogostosti uporabe uvrščen na 13.022. mesto.

## Znani nosilci priimka
- Breda Bras, grafična oblikovalka
- Helena Bras Kernel, arheologinja, dokumetnalistka za antiko NMS
- Kostja Bras, oblikovalec vizualnih komunikacij
- Ljudmila Bras (1930—2023), etnologinja, kustosinja
- Rudi Bras, SKA
- Stanislav Bras (1939—1976), klinični psiholog